# Apeadero Enfermera E. Kenny
Enfermera E. Kenny era una estación ferroviaria ubicada a 2 km al este de la localidad de Saladillo en el Departamento Marcos Juárez, Provincia de Córdoba, Argentina.
Fue inaugurada en 1910 por el Ferrocarril Central Argentino.
Debe su nombre a Elizabeth Kenny, enfermera australiana.

## Servicios
La estación corresponde al Ferrocarril General Bartolomé Mitre de la red ferroviaria argentina. No presta servicios de pasajeros ni de cargas. Sus vías e instalaciones están concesionadas a la empresa de cargas Nuevo Central Argentino.